# Giovanni Giacomazzi
Giovanni Giacomazzi (18 de gener de 1928 - 12 de desembre de 1995) fou un futbolista italià. Va formar part de l'equip italià a la Copa del Món de 1954.